# 宋卡湖

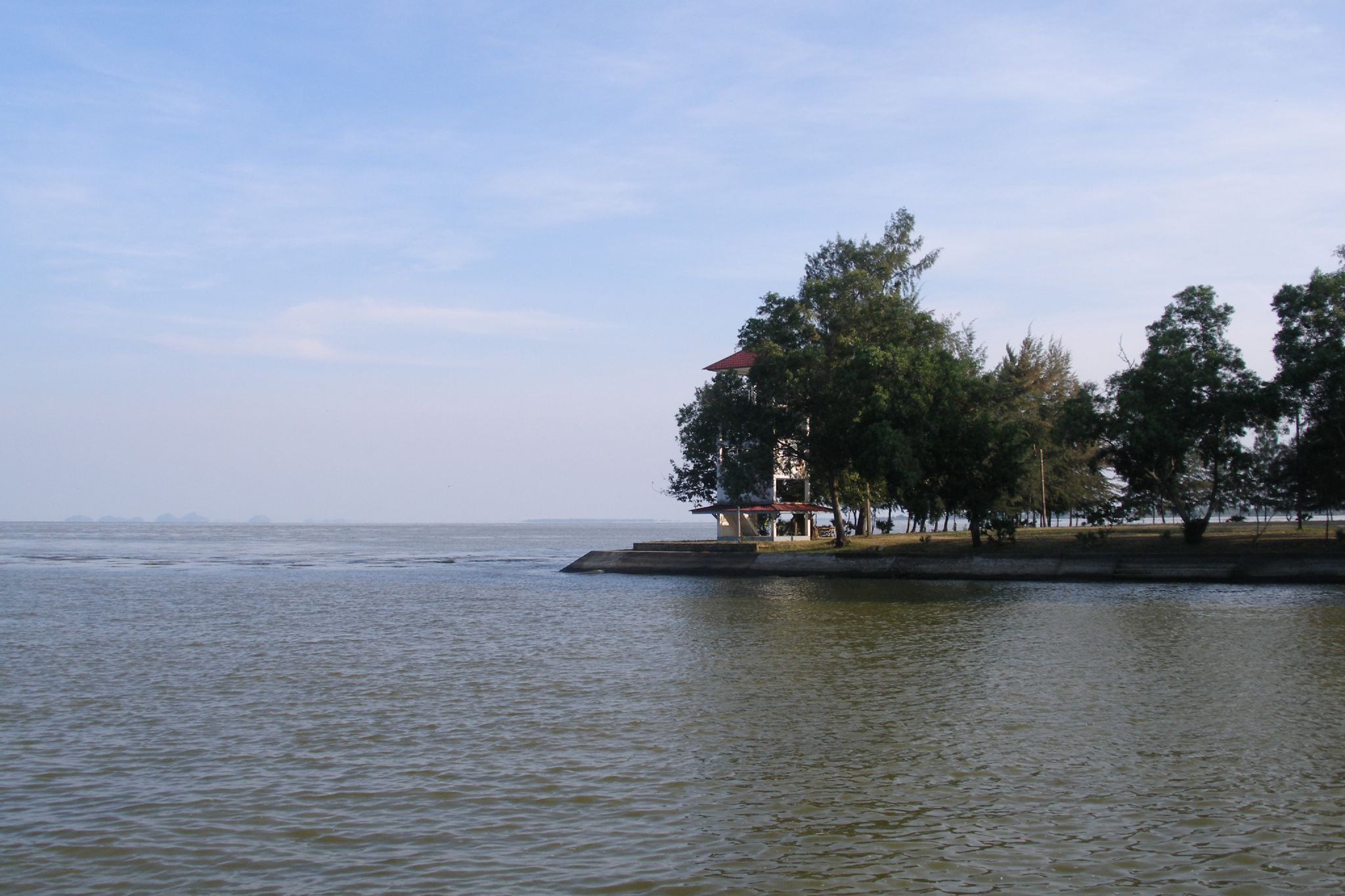
宋卡湖

宋卡湖（羅馬化：Talésap Songkhla）位于泰國境内南部宋卡府和博他侖府之間，是东南亚第二大的淡水湖泊，面积為1,040平方千米。
在曼谷以南九百公里的馬來亞半島上，同克拉地峽的南面。湖的東南角通到海，中間有個小島。湖的四面種植無數橡膠同棕櫚。
元代的陳大震在《大德南海志》中有記載此地，當時稱呼為「崧古囉」，汪大淵在《島夷志略》上寫道「東冲古剌」，明朝的《鄭和航海圖》上記載為「孫姑那」。

## 名勝景觀
在湖的西面大約十四公里處有坐山叫「奧他努山」（羅馬化：Khao Okthalu），泰文里的意思是「開胸膛山」，山高約三百來米，山里有兩座廟，廟里有成百個精美的鍍金佛像，爬到山顛，那裡是觀湖的最好地點，一般在晴天里可將湖一覽無余。

## 外部連結
- 泰王國宋卡府旅游局 （英文）
- 泰王國嘅博他侖府旅游局 （英文）